# В бреду (фильм, 2007)
«В бреду» (англ. Raving) — короткометражная лента американской актрисы Джулии Стайлз, её дебют в режиссуре. Фильм основан на статье The Dress That Changed My Life, опубликованной в журнале Elle. Сценарий к нему также написала сама актриса. Фильм стал одной из составных частей рекламной кампании модного журнала.

## Сюжет
Фильм о двух незнакомцах — одиноком, разочаровавшемся в жизни мужчине и молодой девушке, случайно встретившихся на одном из перекрёстков Нью-Йорка.

## В ролях
| Актёр            | Роль             |
| ---------------- | ---------------- |
| Джулия Стайлз    |                  |
| Зоуи Дешанель    | Кэти             |
| Билл Ирвин       | Дито             |
| Майкл Райт       | охранник         |
| Валери Филиповна | официантка       |
| Кейт Блумберг    | соседка          |
| Марсия Дебонис   | женщина на улице |

## Создание
Издание Advertising Age отметило, что данный проект был организован по образу запущенного в 2005 году другим модным журналом Glamour проекта Reel Moments, в который также привлекались в качестве режиссёров известные голливудские актрисы. Спонсором фильма «В бреду» выступило подразделение Armani Exchange дома моды Armani, позиционируемое как бренд доступной модной городской одежды для молодёжи.